# Liste du patrimoine immobilier classé de Merbes-le-Château
Cette page regroupe l'ensemble du patrimoine immobilier classé de la commune belge de Merbes-le-Château.
| Objet                        | Année de construction / Architecte | Adresse | Section communale   | Coordonnées                      | Numéro d’inventaire | Illustration                 |
| ---------------------------- | ---------------------------------- | ------- | ------------------- | -------------------------------- | ------------------- | ---------------------------- |
| L'église Saint-Martin        |                                    |         | Merbes-le-Château   | 50° 19′ 26″ nord, 4° 09′ 53″ est | 56049-CLT-0001-01   | L'église Saint-Martin        |
| L'église de la Sainte-Vierge |                                    |         | Merbes-Sainte-Marie | 50° 21′ 21″ nord, 4° 10′ 16″ est | 56049-CLT-0002-01   | L'église de la Sainte-Vierge |